# Mocănița
Mocănița è la denominazione locale di alcune ferrovie a scartamento ridotto in Romania. Le più conosciute sono:
- La ferrovia forestale a scartamento ridotto del distretto di Maramureș, che va da Vișeu de Sus, attraverso Valea Vaserului, fino ai Carpazi, al villaggio di Comanu, nei pressi della frontiera con l'Ucraina.
- La ferrovia a scartamento ridotto che attraversa una parte dei Monti Apuseni tra le città di Turda e Abrud. Costruita tra il 1910 e il 1912, la ferrovia è detta Mocănița per il fatto che gli abitanti della zona erano conosciuti anche con il nome di "mocani". La mocanita Turda-Abrud è stata inaugurata il 20 giugno 1912 ed ha cessato il suo funzionamento nel 1998.
- La ferrovia a scartamento ridotto attraverso Valea Hârtibaciului, che lega le città di Sibiu e Agnita. Nel passato questa giungeva fino a Sighișoara, ma il tronco Agnita-Sighișoara è stato chiuso nel 1965.